# 芒特克萊爾 (伊利諾伊州)
芒特克萊爾（英語：Mount Clare）是位於美國伊利諾伊州馬庫平縣的一個村落。

## 地理
芒特克萊爾的座標為39°05′59″N 89°49′19″W / 39.09972°N 89.82194°W，而該地最高點為海拔高度278米（即915英尺）。

## 人口
根據2010年美國人口普查的數據，芒特克萊爾的面積為4.02平方千米，當中陸地面積為3.92平方千米，而水域面積為0.10平方千米。當地共有人口278人，而人口密度為每平方千米69人。